# Santa Caterina Villarmosa
Santa Caterina Villarmosa (Santa Catarina in siciliano) è un comune italiano di 4 523 abitanti del libero consorzio comunale di Caltanissetta in Sicilia.

## Geografia fisica
Il territorio di Santa Caterina Villarmosa è prevalentemente collinare. Essa sorge su una collina, circa 20 km a nord di Caltanissetta, a 606 metri sul livello del mare. È uno dei comuni più a nord della provincia, a ovest del fiume Salso. Nella zona "Scaleri" sorge la Riserva naturale orientata geologica di Contrada Scaleri, con la presenza di "microforme carsiche", rocce gessose variamente incise, di grande interesse scientifico.
È da molti considerato il paese esattamente al centro della Sicilia.

## Storia
Santa Caterina nasce dalla baronia di Risichilla o Risicalla, feudo dei Chiaromonte (che vi costruiscono la fattoria-castello di Rasicudia), poi dei Platamone di Catania, e infine dei Grimaldi di Enna (1564). Pier Andrea Grimaldi ottiene nel 1572 una prima licentia populandi che diventa definitiva il 28 gennaio 1604 su istanza del figlio Giulio Grimaldi. Con il passaggio ai Grimaldi, il feudo prende nome da Santa Caterina d'Alessandria, alla quale Giulio Grimaldi Barone di Risigallo era molto devoto. Nel 1625 ne ottengono il titolo di principi. Nel 1661 la baronia passa ai Cottone, principi di Castelnuovo, i quali, per concessione regia, due anni dopo mutano il nome in "principato di Villarmosa" (dallo spagnolo villa hermosa cioè "paese bello"). Tra i più illustri dei Cottone di Villarmosa e Castelnuovo vi fu Carlo, protagonista nella vicenda della Costituzione siciliana del 1812.
Tuttavia, "Villarmosa" fu aggiunto al nome del paese solo dopo l'Unità d'Italia. Fino al 1862 infatti era chiamato semplicemente Santa Caterina.
Abbastanza controversa è la questione della origine dell'insediamento urbano: infatti, se da una parte una "curatia" stabile di anime (circoscrizione ecclesiastica che sottintende la nomina di un curato stabile e residente) è attestata solo dagli inizi del XVIII secolo, è anche vero che i registri parrocchiali prendono inizio dal 1605 e che si registrano sul territorio comunale tracce di presenza umana sin dall'epoca preistorica.
Ad ogni modo, la popolazione comincia a essere annotata nei registri parrocchiali dal 1606, e nel primo censimento del 1614 risultano risiedere nel paese 600 persone in 145 famiglie. Nel 1717 si inizia la costruzione della nuova Madrice, e nel 1752 il vescovo di Agrigento costituisce la chiesa locale in arcipretura autonoma.
Il periodo più vivace e anche più turbolento per il paese si ebbe tra la metà del XVIII secolo e la metà del XIX: la strada da Palermo a Catania che dal 1826 la attraversava apportò molti vantaggi, e la popolazione partecipò attivamente a tutte le vicende del secolo, dai moti del 1820 a cui diede inizio nella provincia, alla tragica conclusione dei Fasci Siciliani con la strage in piazza del 5 gennaio 1894. Dal 1860 inizia la decadenza segnata dalle massicce emigrazioni.

## Monumenti e luoghi d'interesse
- Chiesa Madre, eretta nel XVII secolo, dedicata all'Immacolata Concezione. L'interno, a tre navate, è ricco di affreschi. La chiesa è sita in piazza Garibaldi.
- Chiesa Santa Maria delle Grazie (Santuario della SS. Madonna delle Grazie), risalente al 1600, situata in via Roma.
- Sito archeologico di "Cozzo Scavo", antico insediamento dell'età del ferro; i reperti rinvenuti sono custoditi nel Museo archeologico di Caltanissetta.
- Chiesa del Purgatorio (Maria Santissima del Suffragio), del 1648, situata tra via Ruggero Settimo e via Avvocato Gallina.

## Società

### Evoluzione demografica
Abitanti censiti

## Economia
L'economia del paese è prevalentemente agricola (grano, olive e mandorle). Caratteristica di questo piccolo paese della provincia nissena è la grande tradizione nell'arte del ricamo.

## Amministrazione
Di seguito è presentata una tabella relativa alle amministrazioni che si sono succedute in questo comune.
| Periodo          | Periodo          | Primo cittadino          | Partito                            | Carica  | Note   |
| ---------------- | ---------------- | ------------------------ | ---------------------------------- | ------- | ------ |
| 22 giugno 1989   | 8 gennaio 1992   | Salvatore Fiandaca       | Democrazia Cristiana               | Sindaco | [ 10 ] |
| 15 febbraio 1992 | 10 aprile 1993   | Renato Tramontana        | Democrazia Cristiana               | Sindaco | [ 10 ] |
| 6 dicembre 1993  | 1º dicembre 1997 | Liborio Lucio Seminatore | -                                  | Sindaco | [ 10 ] |
| 1º dicembre 1997 | 28 maggio 2002   | Giuseppe Ippolito        | Partito Democratico della Sinistra | Sindaco | [ 10 ] |
| 28 maggio 2002   | 15 maggio 2007   | Antonino Fiaccato        | lista civica                       | Sindaco | [ 10 ] |
| 15 maggio 2007   | 6 maggio 2012    | Antonino Fiaccato        | lista civica                       | Sindaco | [ 10 ] |
| 7 maggio 2012    | 11 giugno 2017   | Michelangelo Saporito    | lista civica                       | Sindaco | [ 10 ] |
| 12 giugno 2017   | destituito       | Antonino Fiaccato        | lista civica                       | Sindaco | [ 10 ] |
| 6 ottobre 2020   | -                | Giuseppe Ippolito        | lista civica                       | Sindaco | [ 10 ] |

### Gemellaggi
- Santa Caterina dello Ionio